# Wojciech Kozub (alpinista)
Wojciech Kozub (ur. 18 grudnia 1980 w Krakowie, zm. 6 lipca 2011 na Mont Blanc) – polski alpinista.

## Życiorys
Był instruktorem wspinaczki sportowej, członkiem Klubu Wysokogórskiego Kraków i przewodnikiem tatrzańskim z AKPT Kraków. Zginął 6 lipca 2011, podczas zejścia z Mont Blanc, przysypany lawiną kamieni.
Pochowany został 15 lipca 2011 r. na Cmentarzu Komunalnym w Bochni przy ul. Orackiej.
Wojciech Kozub "był wybitnym i jednym z najbardziej wyróżniających się wspinaczy górskich młodego pokolenia", dokonywał przejść zarówno letnich, jak i zimowych. Wspinał się w Tatrach, Alpach oraz górach Azji: Karakorum, Hindukuszu, Pamirze, Pamiro-Ałaju, Himalajach i Kaukazie. Był zaangażowany w projekt "Polski Himalaizm Zimowy 2010-2015".
Relacje z wypraw i wspinaczek publikował m.in. w czasopismach "Góry", "Taternik"', "W Górach" i "Globtroter", a także na portalach internetowych. Był gościem festiwali górskich, z prelekcjami występował m.in. na Krakowskim Festiwalu Górskim i na Kolosach.
Pozostawił żonę i córkę. Zarząd Fundacji Wspierania Alpinizmu Polskiego im. Jerzego Kukuczki postanowił przeznaczyć 10 000 zł tytułem zapomogi dla rodziny alpinisty.

## Nagrody
W latach 2006–10 był trzykrotnie nominowany do nagrody „Jedynka”, trzykrotnie nominowany do Kolosa, w 2007 otrzymał (wraz z Łukaszem Deptą i Andrzejem Głuszkiem) nagrodę "Kolosa" w kategorii alpinizm, za nowe drogi na szczyty w dolinie Thalle w Karakorum, był laureatem Jedynki w roku 2009. W marcu 2010 r. otrzymał Nagrodę im. Andrzeja Zawady na udział w projekcie „Polski himalaizm zimowy 2010-2015.